# お願いだから…
「お願いだから…」（おねがいだから…）は、真野恵里菜のメジャー7枚目のシングル（インディーズから通算して10枚目）。2010年5月12日発売。

## 概要
初回生産限定盤A、Bともイベント応募ハガキが封入されている。
ミュージック・ビデオには、バックダンサーとして佐保明梨、古峰桃香、譜久村聖、佐藤綾乃が出演している。

## 収録曲
全作詞：三浦徳子　作曲：経塚泰誠
1. お願いだから…
編曲：河合英嗣
2. 花言葉
編曲：鈴木俊介
3. お願いだから…(Instrumental)

## 参加ミュージシャン
お願いだから…
- 全ての楽器：河合英嗣
- コーラス：稲葉貴子・たいせい

## シングルV
2010年5月19日に発売された真野恵里菜の6thシングルDVD。

### 収録内容
1. お願いだから…(MUSIC CLIP)
2. お願いだから…(Close-up Ver.)
3. メイキング映像